# 故陸軍中士谷振亞紀念碑

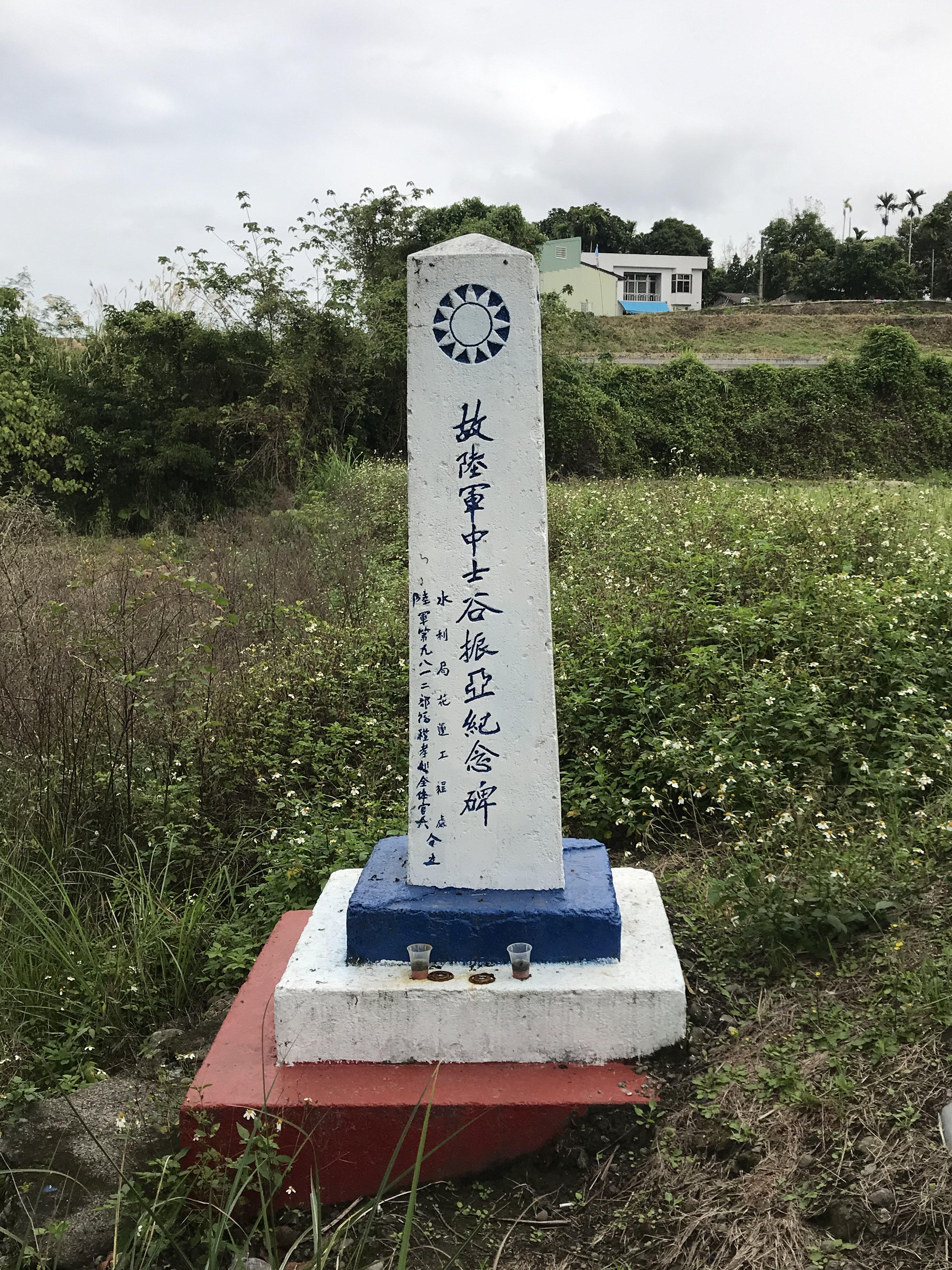
故陸軍中士谷振亞紀念碑正面

故陸軍中士谷振亞紀念碑位於臺灣花蓮縣玉里鎮松浦里縣道193線旁，該紀念碑為紀念1952年間因太平渠開鑿罹難的中華民國陸軍中士谷振亞而設立。

## 沿革

### 背景
太平渠為花蓮縣玉里鎮海岸山脈西側重要之農業灌溉圳道，自秀姑巒溪取水後，引流至樂合里、德武里、東豐里、春日里、觀音里等地，幹線全長約24公里，灌溉面積高達700公頃。太平渠早在臺灣日治時期即有規劃興建，第一階段共開鑿了約一百公尺的隧道，第二階段挖掘圳路土方幾百公尺，後因太平洋戰爭爆發，施工資源及人力挪用戰爭之需要而停工。1945年國民政府接收臺灣，1947年7月即依照日本人當初之設計重新展開太平渠工程，並委請中華民國陸軍調派人力協助圳路開鑿。

### 事件經過
陸軍中士谷振亞殉職原因有二說，一說為1952年某日太平渠松浦段施工現場約下午一時，已開挖的圳路因前些日子大雨造成土石鬆動發生崩落，造成在場的谷振亞被土石掩埋而罹難。另一說為秀姑巒溪溪水暴漲將谷振亞沖走，而其遺體至始至終未尋獲，中華民國國軍及臺灣省政府水利局花蓮工程處於事件發生後3個月內於事發地點松浦里共同立碑紀念。

### 後續維護
2009年從事油漆工程的花蓮縣吉安鄉民謝金定南下進行電桿油漆工作時途經谷振亞紀念碑，發現碑體斑駁老舊，字體不清晰，逐向周圍居民詢問立碑意義，卻得知周邊居民無人知曉這座紀念碑為何設立，因此主動將谷振亞中士紀念碑重新粉刷，望居民能喚起谷振亞中士為開鑿太平渠而犧牲奉獻的精神。2017年10月温天賜與施柏成完成谷振亞紀念碑的二度粉刷修飾。

## 圖集

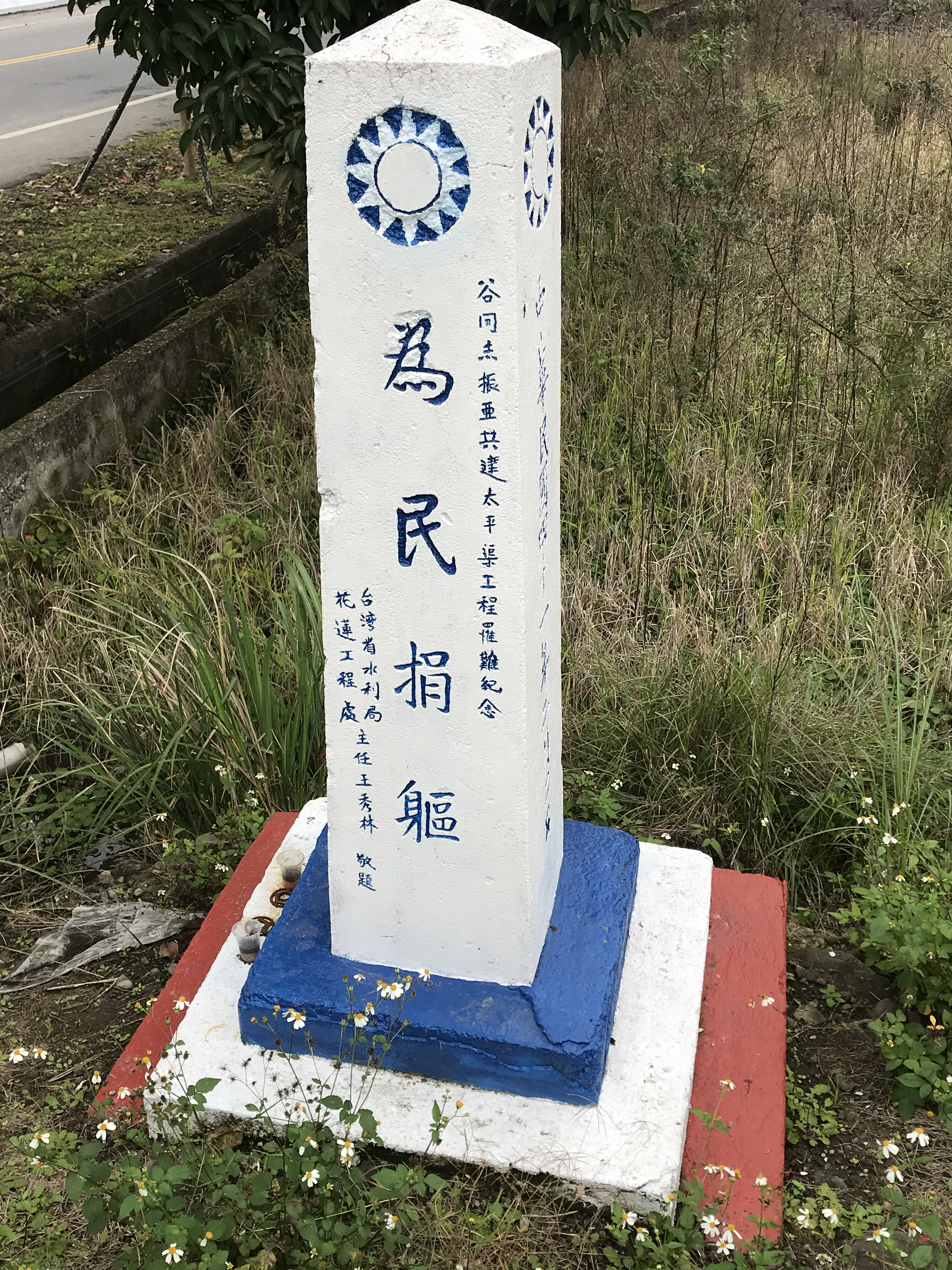
紀念碑右側，題有臺灣省政府水利局花蓮工程處主任王秀林的「為民捐軀」一詞。
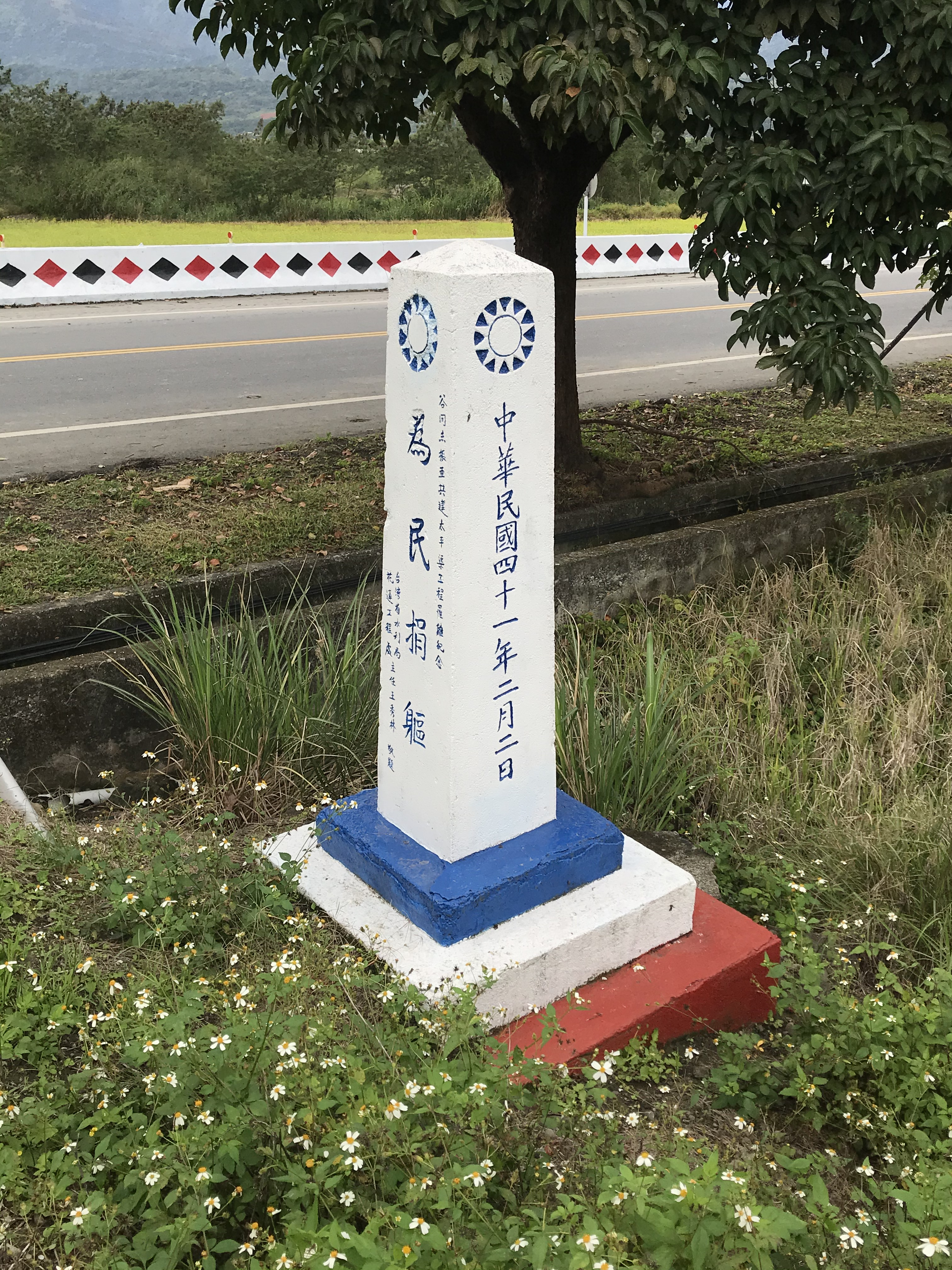
故陸軍中士谷振亞紀念碑背面，於民國41年2月2日立碑。
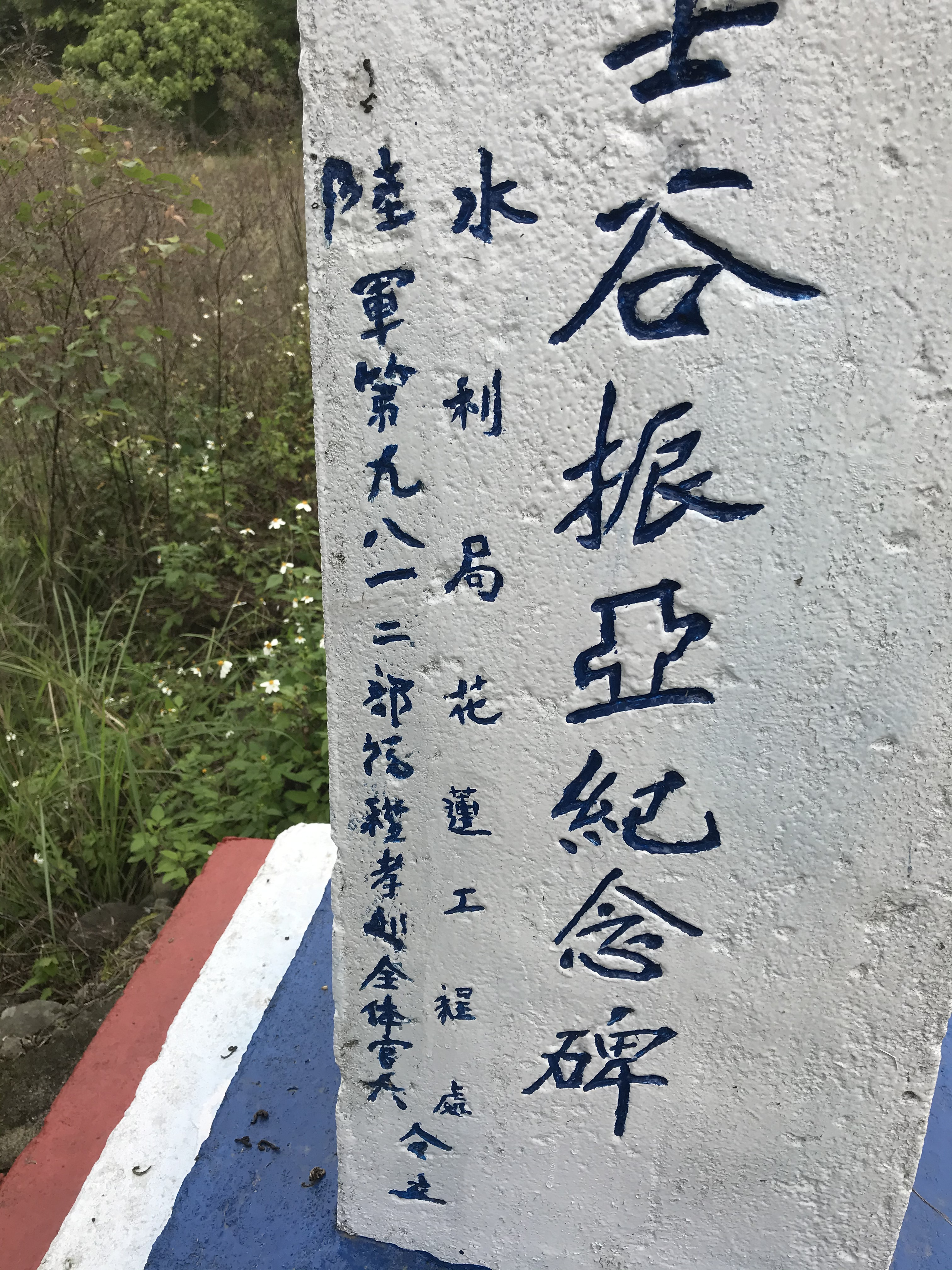
故陸軍中士谷振亞紀念碑碑文，由陸軍九八一二部隊及水利局花蓮工程處共同立碑。